# دوشان رادیچ
دوشان رادیچ (صربی: Душан Радић؛ ‏ ۱۰ آوریل ۱۹۲۹ – ۳ آوریل ۲۰۱۰) موسیقی‌دان و آهنگساز اهل صربستان بود.
از فیلم‌ها یا مجموعه‌های تلویزیونی که وی در آن‌ها نقش داشته‌است، می‌توان به چنگیزخان و بانو مکبث سیبریایی اشاره نمود.